# Marie Ney
Marie Ney (* 18. Juli 1895 in Chelsea, London, Vereinigtes Königreich als Marie Fix; † 11. April 1981 in London) war eine englische Schauspielerin.

## Leben und Karriere
Marie Ney zog schon als kleines Mädchen mit ihrer Familie nach Neuseeland. In diesem Land begann sie ihre Schauspielkarriere und setzte diese in Australien fort. Nachdem sie in diesen beiden Ländern einige Jahre aufgetreten war, zog sie schließlich zurück nach Großbritannien, wo sie dann im Old Vic Theatre mit vielen Stars der damaligen Zeit, wie Robert Donat und Michael Redgrave auftrat. 1930 spielte sie in einem Theaterstück namens Die drei Musketiere am Theatre Royal Drury Lane mit, in der Rolle der Lady de Winter.
Ihren ersten Filmauftritt hatte sie in Desert Gold, einem in Australien gedrehten Stummfilm aus dem Jahr 1919. In den 1930er Jahren trat Marie Ney in 11 Filmen auf, unter anderem The Wandering Jew, Brief Ecstasy und A People Eternal. In diesem Jahrzehnt hatte sie auch einen kleinen Auftritt in Alfred Hitchcocks Riff-Piraten, einem Film mit Charles Laughton und Maureen O’Hara in den Hauptrollen. Marie Ney trat als O’Haras Tante Patience auf. In diesem letzten britischen Film von Hitchcock spielte Leslie Banks ihren Filmehemann, der ihr den Spitznamen Mildred gegeben hatte. Im Jahre 1941 kehrte Ney für eine sechsmonatige Saison nach Australien zurück und trat in Stücken wie No Time for Comedy, Noël Cowards Private Lives und Ladies in Retirement in Sydney und Melbourne auf. 1948 trat sie in dem Stück Rain on the Just in London und 1959 in The Last Word auf dem Royal Lyceum Theater in Edinburgh auf. In den 1950er Jahren drehte sie Filme wie Shadow of the Past, Eine Stadt hält den Atem an (Seven Days to Noon), Yield to the Night und Simba. Sie wechselte in diesem Jahrzehnt auch in Fernsehrollen und trat in Folgen von ITVs, ITV Television Playhouse, ITV Play of the Week und Armchair Theatre auf. 1960 trat sie in einem griechischen Film namens Eorica und in einer Folge von Maigret auf. Ihr letzter anerkannter Bildschirmauftritt war in der ITV Playhouse-Episode Remember the Germans, im Jahr 1969.

## Filmografie (Auswahl)
- 1930: Escape!
- 1933: Ahasver, der ewige Jude (The Wandering Jew)
- 1935: Eine Weihnachtsgeschichte (Scrooge)
- 1937: Brief Ecstasy
- 1939: Riff-Piraten (Jamaica Inn)
- 1948: Uneasy Terms
- 1949: Verschwörer (Conspirator)
- 1950: Shadow of the Past
- 1950: Eine Stadt hält den Atem an (Seven Days to Noon)
- 1951: Die Nacht war unser Freund (Night Was Our Friend)
- 1955: Simba
- 1956: Umfange mich, Nacht (Yield to the Night)
- 1960: Der letzte Frühling (Eroika)
- 1963: West 11
- 1964: Witchcraft